# Prusa i3
Prusa i3 là một máy in 3D mô hình hóa lắng đọng nóng chảy mã nguồn mở. Là một phần của dự án RepRap, nó là máy in 3D được sử dụng nhiều nhất trên thế giới. Prusa i3 được thiết kế bởi Josef Průša vào năm 2012 với Prusa i3 MK2 được phát hành vào năm 2016 và MK2S được phát hành vào năm 2017. Phiên bản mới nhất, được gọi là Prusa i3 MK3 được phát hành vào tháng 9 năm 2017 với những cải tiến đáng kể so với các mẫu trước đó. Chi phí thấp và dễ gia công của Prusa i3 có thể so sánh được và nó đã trở nên phổ biến trong giáo dục, với những người đam mê và chuyên gia. Do máy in là mã nguồn mở nên đã có nhiều biến thể được sản xuất bởi các công ty và cá nhân trên toàn thế giới, và cũng như nhiều máy in RepRap khác, Prusa i3 có khả năng in một số bộ phận riêng của nó.

## Lịch sử
Prusa i3 là bản thiết kế máy in thứ ba của Josef Průša, một nhà phát triển cốt lõi của dự án RepRap, người trước đây đã phát triển bàn in được làm nóng bằng PCB. Thế hệ đầu tiên là Prusa Mendel được sản xuất vào năm 2010, theo sau là Prusa Mendel (thế hệ 2), vào năm 2011. Máy in được đặt tên là Prusa Mendel bởi cộng đồng RepRap chứ không phải do Průša đặt.

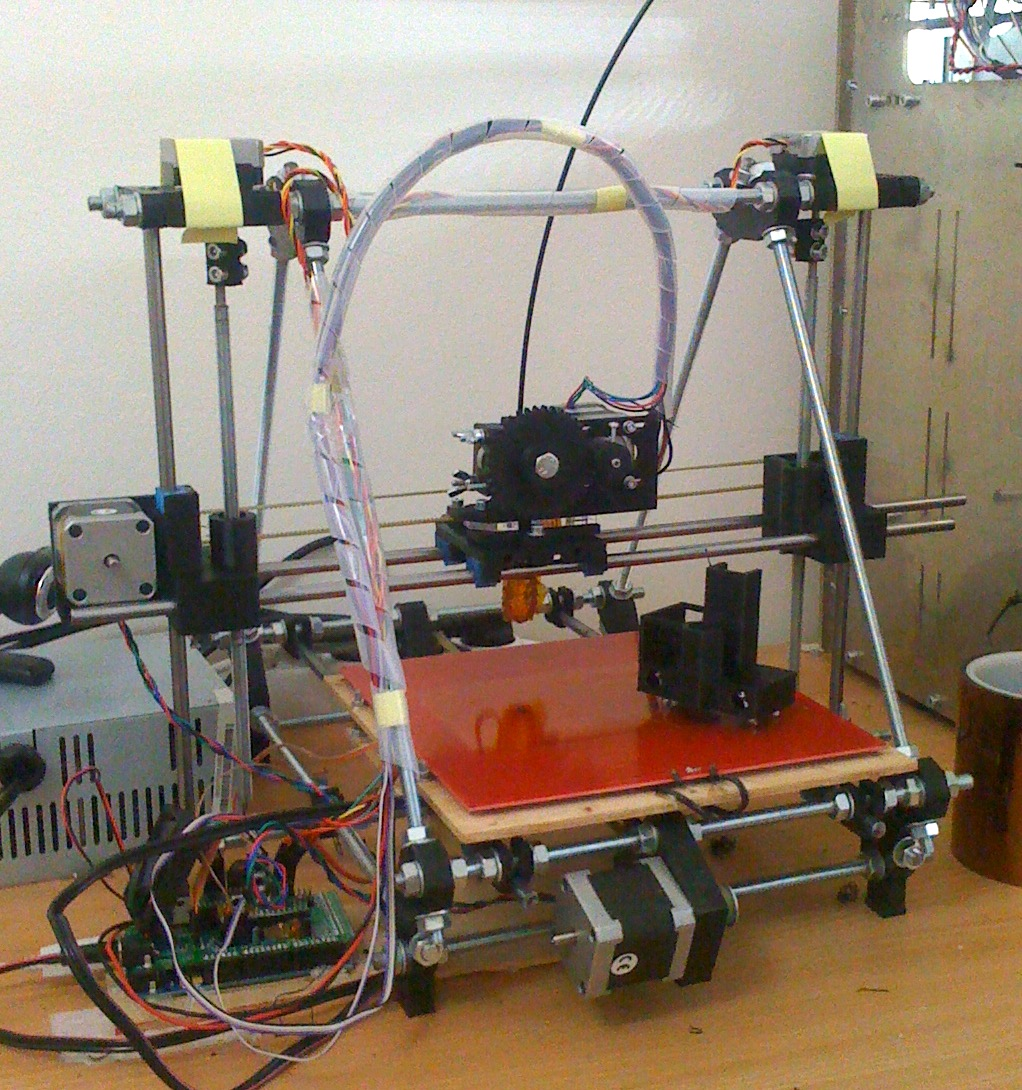
Prusa Mendel
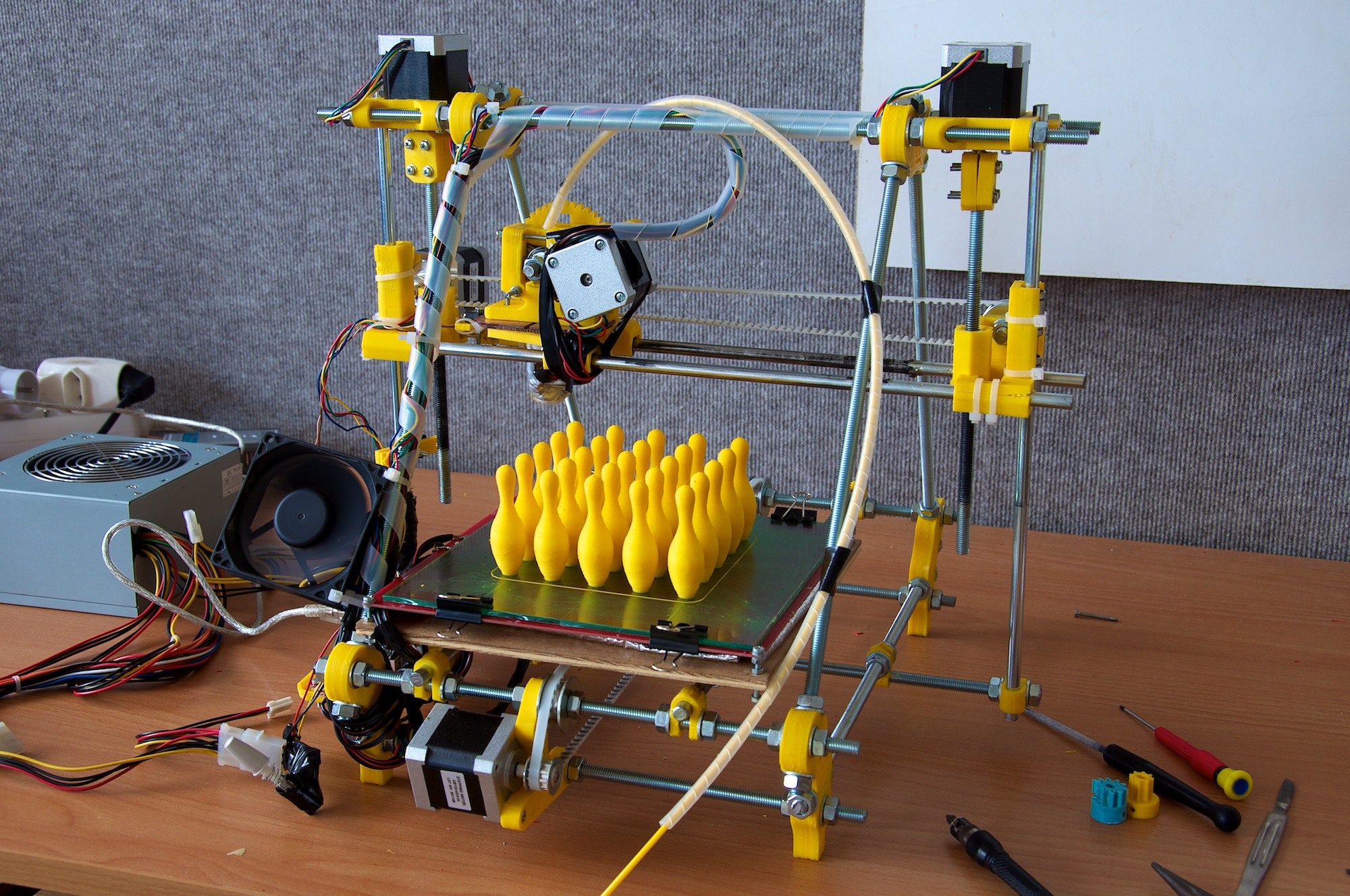
Prusa Mendel (iteration 2)
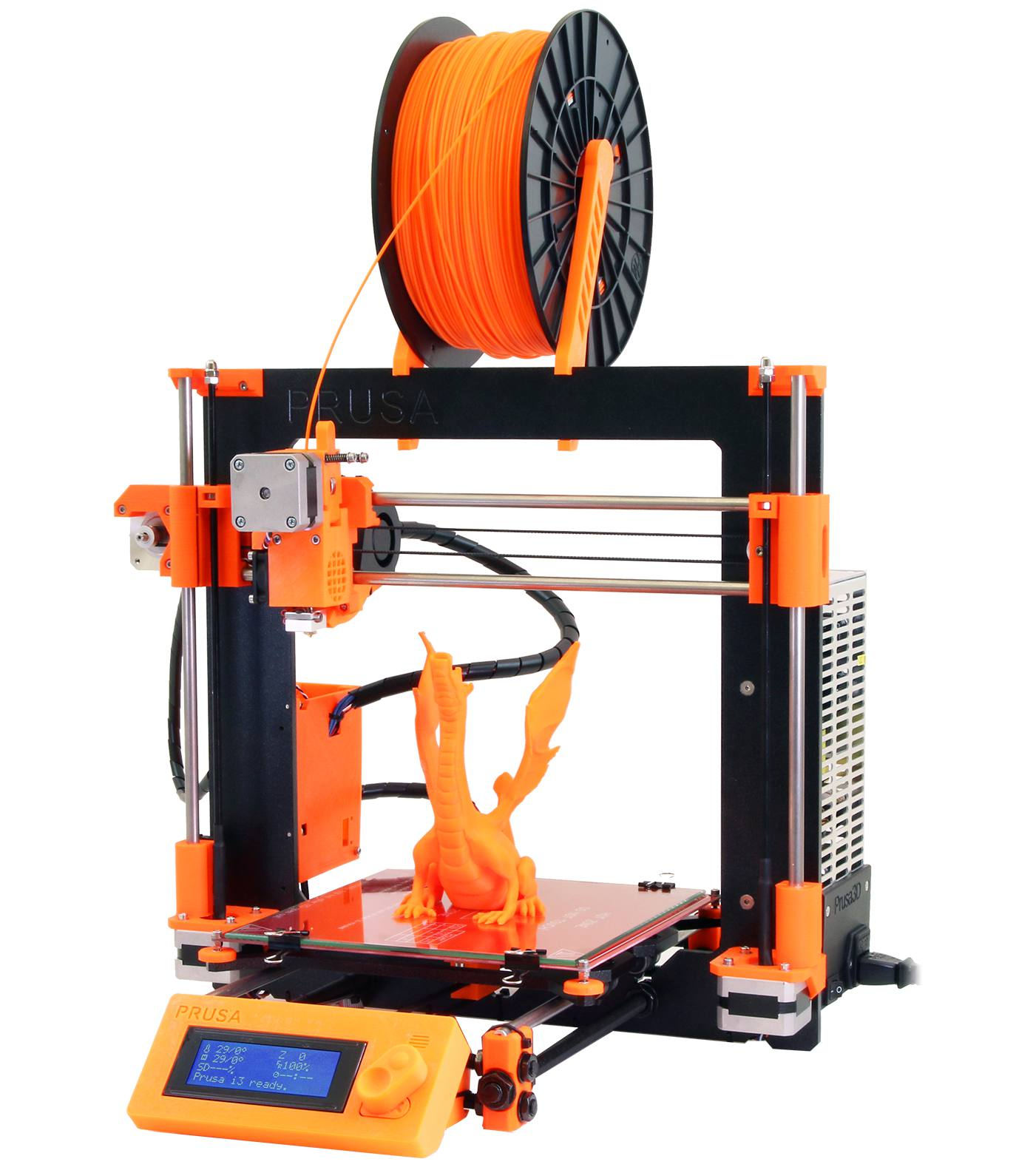
Prusa i3
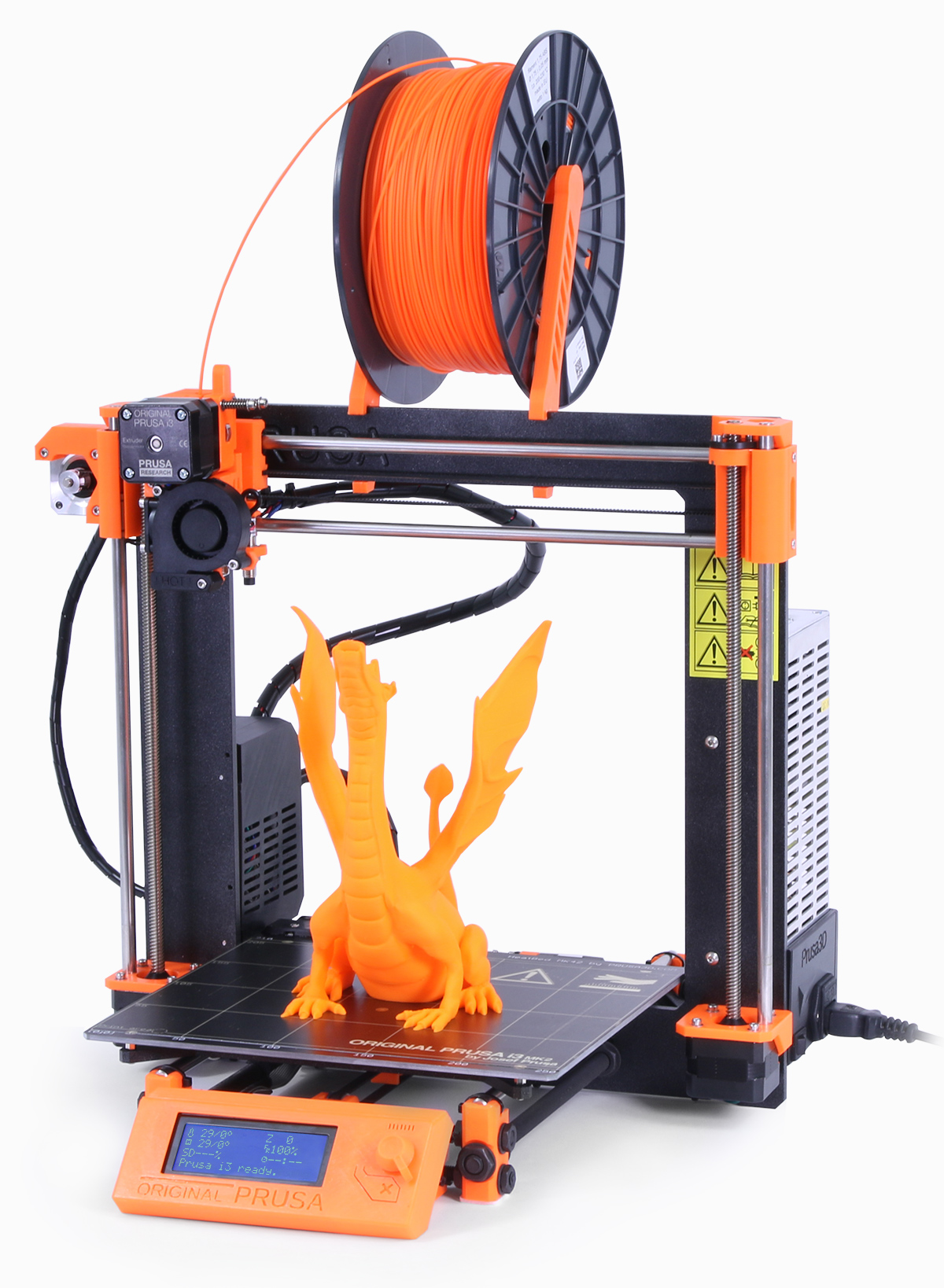
Prusa i3 MK2

### Prusa Mendel
Prusa Mendel đầu tiên được phát hành vào tháng 9 năm 2010 với mục đích đơn giản hóa thiết kế Mendel hiện có, bao gồm giảm thời gian cần thiết để tạo các bộ phận in 3D từ 20 đến 10 giờ và các ống lót có thể in 3D thay thế các vòng bi thông thường.

### Prusa Mendel (i2)
Prusa Mendel thế hệ hai được phát hành vào tháng 11 năm 2011 với các bản nâng cấp bao gồm các bộ phận lắp có vấu giữ, giảm số lượng công cụ cần thiết để xây dựng, duy trì máy in và đai cải tiến gắn với động cơ bước và sử dụng vòng bi tuyến tính LM8UU.

### Prusa i3
Tháng 5 năm 2012, thiết kế (sản xuất bằng OpenSCAD) cho Prusa i3 được phát hành, nó là một thiết kế lại chính từ các phiên bản trước và các máy in RepRap khác. Thiết kế thay thế cấu trúc khung hình tam giác có khung bằng khung nhôm cắt bằng tia nước, có đầu nóng an toàn thực phẩm gọi là Prusa Nozzle, và sử dụng vít ren M5 thay vì M8. Thiết kế tập trung vào việc xây dựng và sử dụng dễ dàng hơn là tối đa hóa số lượng các thành phần tự sao chép. Năm 2015, Průša phát hành một phiên bản mà ông gọi là Prusa i3 gốc, bán thông qua công ty Prusa Research của mình.

### Prusa i3 MK2
Vào tháng 5 năm 2016, Prusa i3 MK2 đã được phát hành, đây là máy in đầu tiên có hiệu chỉnh vuông góc  hình học tự động cho cả ba trục và bao gồm thể tích xây dựng lớn hơn, động cơ bước tùy chỉnh với ốc vít tích hợp, cân bàn bằng cảm biến điện cảm không tiếp xúc và một phiên bản viết lại của firmware Marlin. Các tính năng mới khác bao gồm một bề mặt in polyetherimide, bảng điều khiển Rambo và một đầu in  E3D V6 Full. Prusa MK2 đã trở thành máy in RepRap đầu tiên được hỗ trợ bởi Windows USB Plug-and-Play USB ID.

### Prusa i3 MK2S
Vào tháng 3 năm 2017, Josef Prusa đã công bố trên blog của mình  rằng Prusa i3 MK2 hiện được vận chuyển như là Prusa i3 MK2S. Các cải tiến đáng chú ý bao gồm bu lông chữ U để giữ vòng bi LM8UU, vòng bi LM8UU cải tiến, các thanh mượt mà hơn, gắn kết cải tiến cho cảm biến tự cảm, quản lý cáp cải tiến và vỏ hộp điện mới. Mặc dù các lô hàng mới của MK2 tự động nhận được bản nâng cấp "S", một bộ nâng cấp có sẵn để mang lại những cải tiến này cho người mua trước đó.

### Prusa i3 MK3 và MK2.5
Vào tháng 9 năm 2017, Prusa i3 MK3 đã được phát hành, được quảng bá là "thông minh như quỷ". Đã bao gồm các tính năng được nâng cấp như: một trục Y mạnh mẽ hơn, một bộ đùn mới với bánh răng dẫn động Bondtech hai mặt, quạt êm hơn với giám sát tốc độ, bộ cảm biến cân chỉnh bàn in được cập nhật, một bảng điện tử mới có tên "Einsy", động cơ bước êm hơn với trình điều khiển vi bước 128 bước và tấm thép phủ PEI có thể hoán đổi cho nhau. Mô hình này cũng bao gồm các cảm biến mới: một số cảm biến nhiệt độ, máy dò sợi và cảm biến phát hiện gián đoạn nguồn. MK3 chạy trên 24V thay vì 12V, vì vậy tất cả các thành phần điện đã được cập nhật lên các biến thể 24V. Máy in cũng cung cấp các ổ cắm chuyên dụng để kết nối Raspberry Pi Zero W chạy phần mềm Octoprint nguồn mở để in không dây và cung cấp một bản dựng Octoprint tùy chỉnh cho Prusa i3.
Ý tưởng về bản cập nhật MK3 là làm cho máy in dễ sử dụng hơn cho người dùng thông thường và ít có khả năng dẫn đến các bản in bị lỗi. Bộ phát hiện sợi cho phép người dùng tải sợi in chỉ bằng cách chèn nó và nó có thể phát hiện và tạm dừng in nếu sợi in bị kẹt hoặc hết. Trong cả hai trường hợp, in lại bình thường sau khi sự cố được khắc phục. Các trình điều khiển động cơ bước mới có thể xử lý các bước bỏ qua tự động và ngăn chặn sự thay đổi lớp. Cảm biến hoảng loạn điện cho phép máy in phục hồi sau khi mất điện và sử dụng lượng điện còn lại trong các tụ điện của bộ nguồn để nâng đầu in lên để tránh làm nóng phần in khi nguồn bị tắt. Cảm biến nhiệt độ môi trường xung quanh có thể phát hiện sự quá nhiệt của bo mạch chủ gây ra bởi các kết nối điện lỏng lẻo.
Khung và thiết bị điện tử nâng cấp cũng cho phép tốc độ in nhanh hơn - lên đến 200 mm / s.
Người dùng MK2 và MK2S hiện tại đã được cung cấp bản nâng cấp một phần 200 đô la có tên MK2.5, giới hạn ở các tính năng rẻ hơn để nâng cấp. Sau khi phản hồi tiêu cực từ cộng đồng, Prusa đã có sẵn một bản nâng cấp MK2S 500 đô la đắt tiền hơn để nâng cấp đầy đủ lên MK3.

### Bản sao
Là một thiết kế mã nguồn mở, sự thành công của Prusa i3 được nhấn mạnh bởi sự sẵn có của cả hai máy hoàn chỉnh và bộ được xây dựng theo các lần lặp lại khác nhau của thiết kế i3. Thay vì cạnh tranh trực tiếp với các phiên bản này, chiến lược của Prusa Research là theo đuổi sự tinh tế liên tục của các thiết kế của nó..

### Sự công nhận
Năm 2012 Josef nhận được danh dự từ thống đốc vùng Vysočina tại Cộng hòa Séc vì những thành tựu của ông về công nghệ. Vào tháng 2 năm 2014, anh được giới thiệu trên bìa tạp chí Forbes Czech là một trong danh sách 30 under 30.

## Khả năng

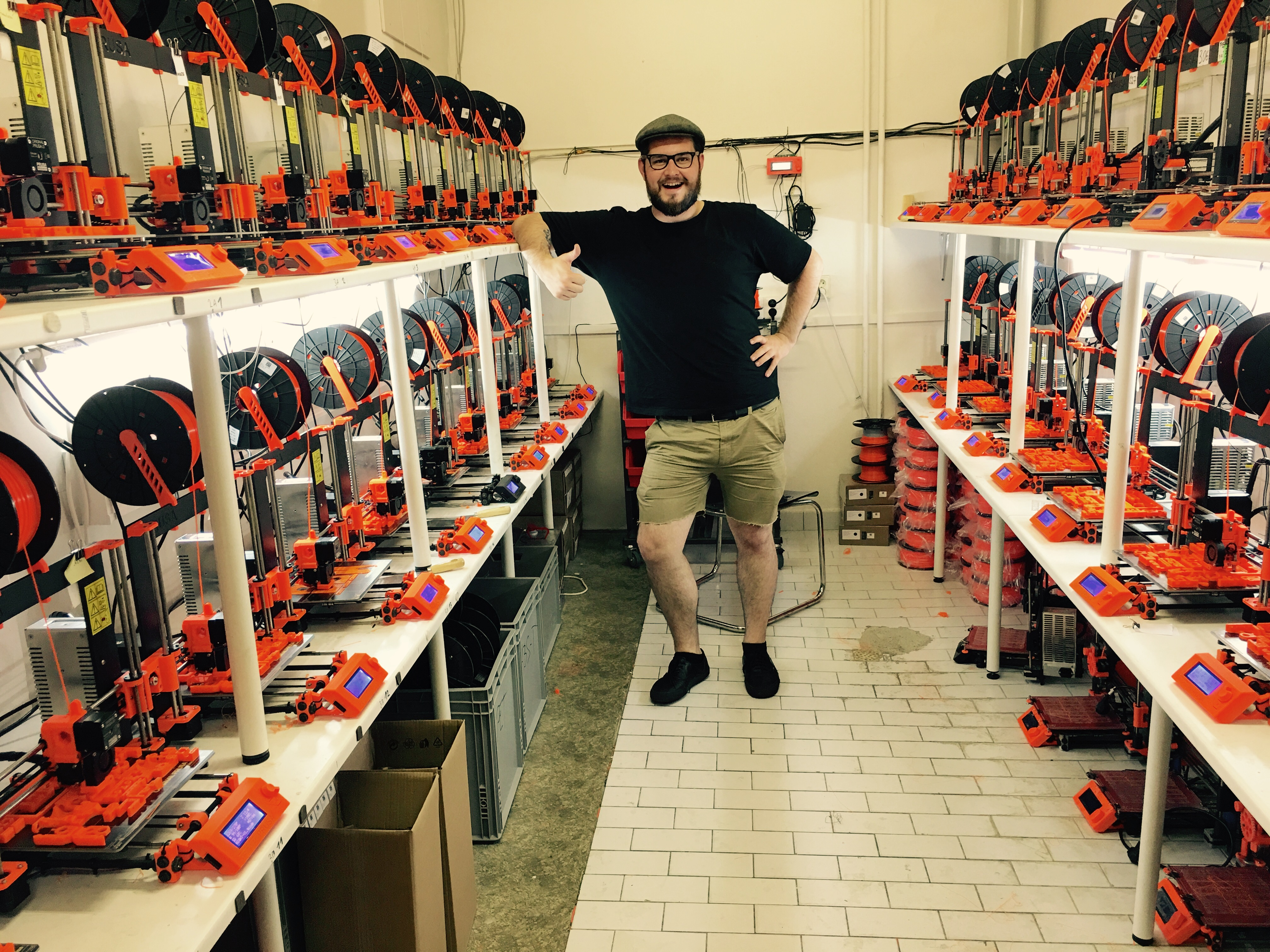
Josef Průša bên trong nông trại in Prusa i3 MK2 sản xuất các bộ phận in 3D tại Prusa Research ở Prague, Cộng hòa Séc.

### Tự nhân bản
Giống như các máy in RepRap khác, Prusa i3 có khả năng tạo ra nhiều bộ phận riêng của nó, thường được in bằng nhựa ABS trước Mk3, sử dụng PETG thay thế. Prusa i3 tiêu chuẩn  có 26 chi tiết in.

### Vật liệu in được
Tùy thuộc vào đầu gia nhiệt và bàn in nóng được lắp đặt, Prusa i3 có khả năng in nhiều vật liệu bao gồm Acrylonitrile butadien styrene (ABS), axit polylactic (PLA), polystyrene tác động cao (HIPS), polyetilene (PET), các loại sợi dẻo khác nhau (FLEX), TPU, TPE), polypropylene (PP) và nylon. Vật liệu khác nhau yêu cầu nhiệt độ và kỹ thuật làm việc khác nhau để làm cho chúng tuân thủ các bàn in.

## Các thành phần
Prusa i3, giống như nhiều máy in RepRap, được làm từ sự kết hợp của các bộ phận in 3D tự tái tạo và các thành phần có sẵn mà thường được gọi là "vitamin", vì chúng không thể được sản xuất bởi chính máy in.

Các vitamin được sử dụng trên Prusa i3 là sự kết hợp của các thành phần thông thường bao gồm thanh ren, thanh trục trơn, ốc vít, đai ốc, 5 động cơ bước NEMA 17 và nhiều thiết bị chuyên dụng bao gồm bảng điều khiển, bàn in có gia nhiệt và đầu đùn nóng.

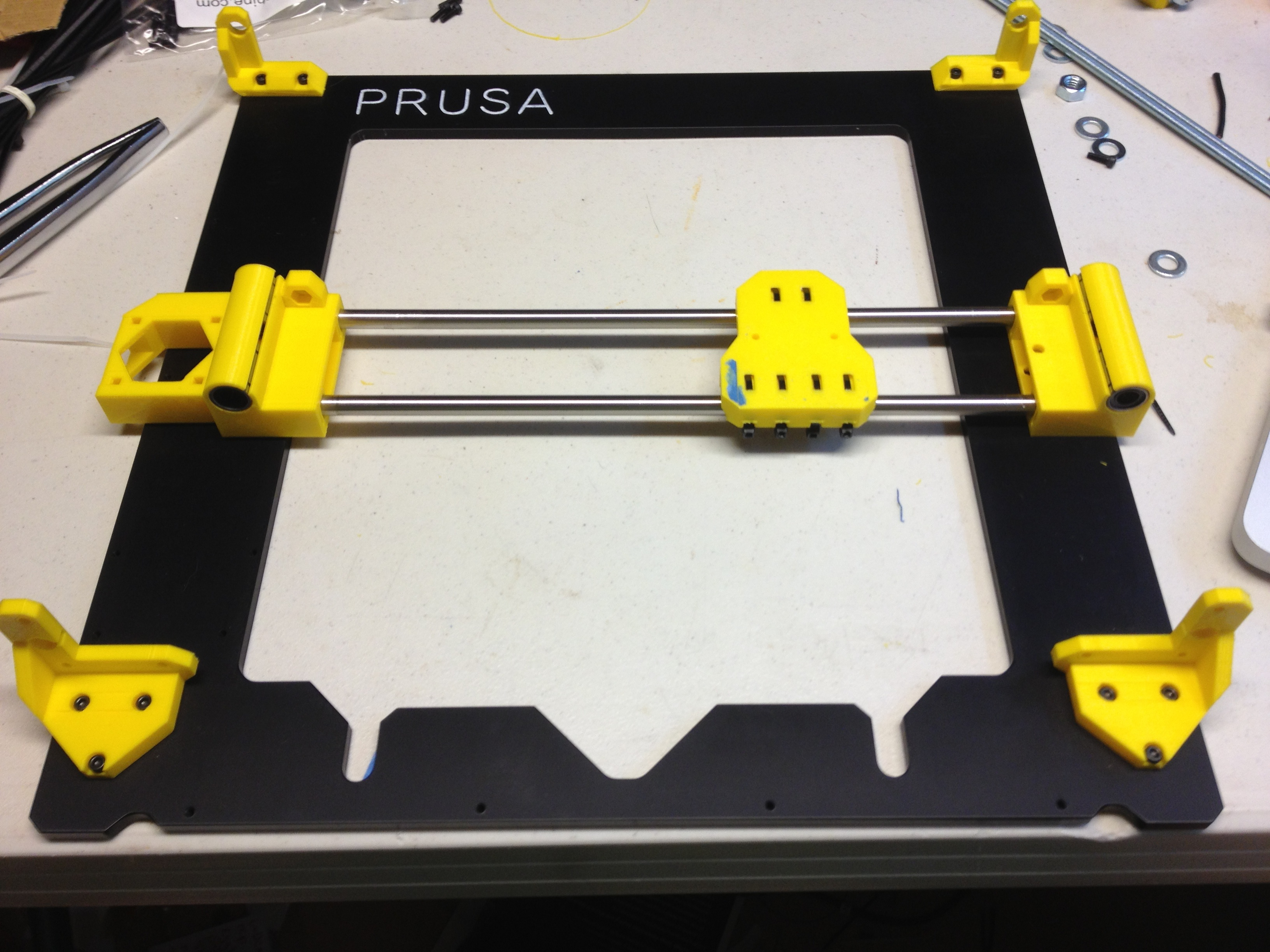
Khung kim loại và trục Y được chế tạo, các bộ phận được in màu vàng.
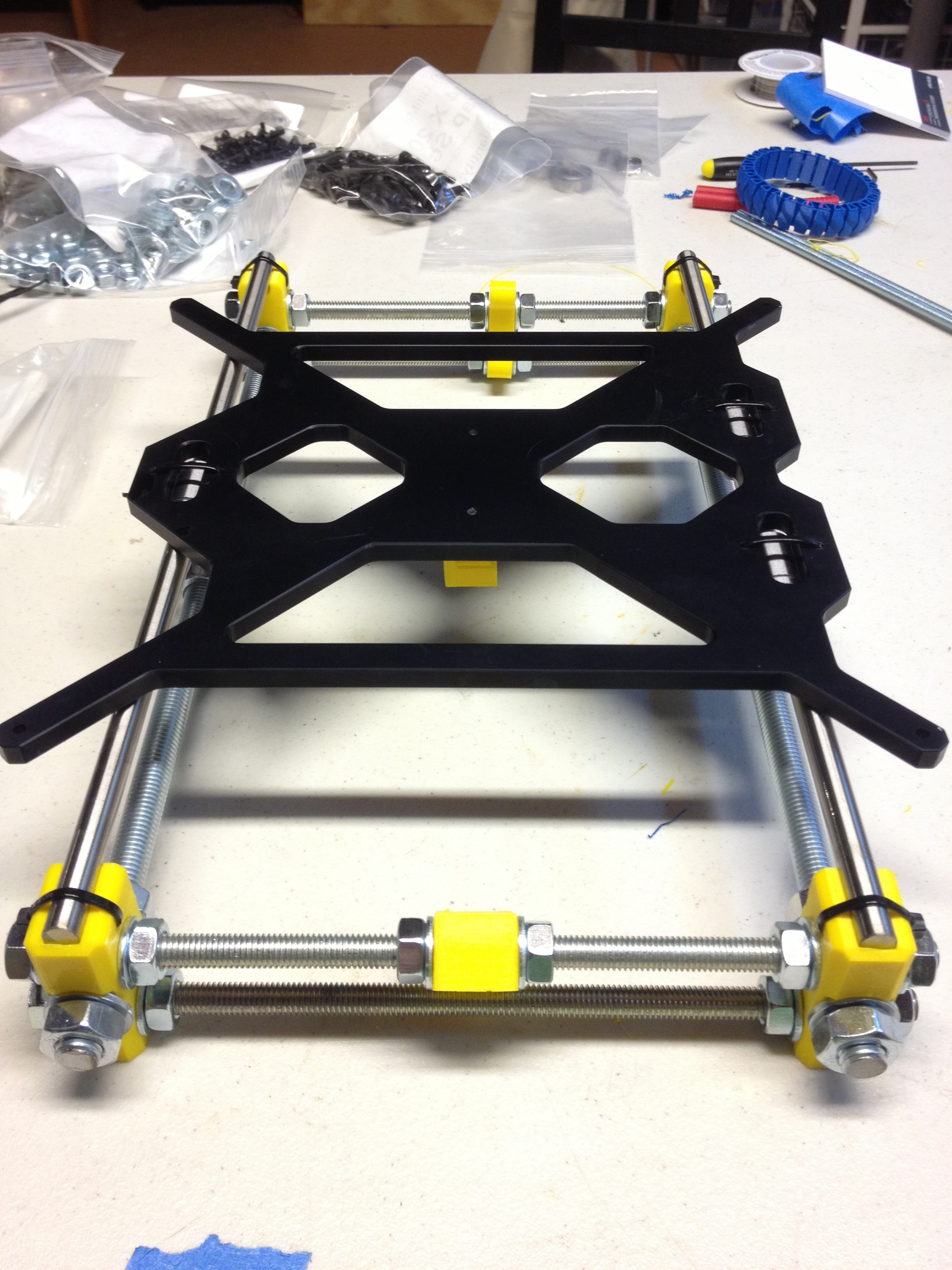
Trục Y lắp ráp, các chi tiết in màu vàng.
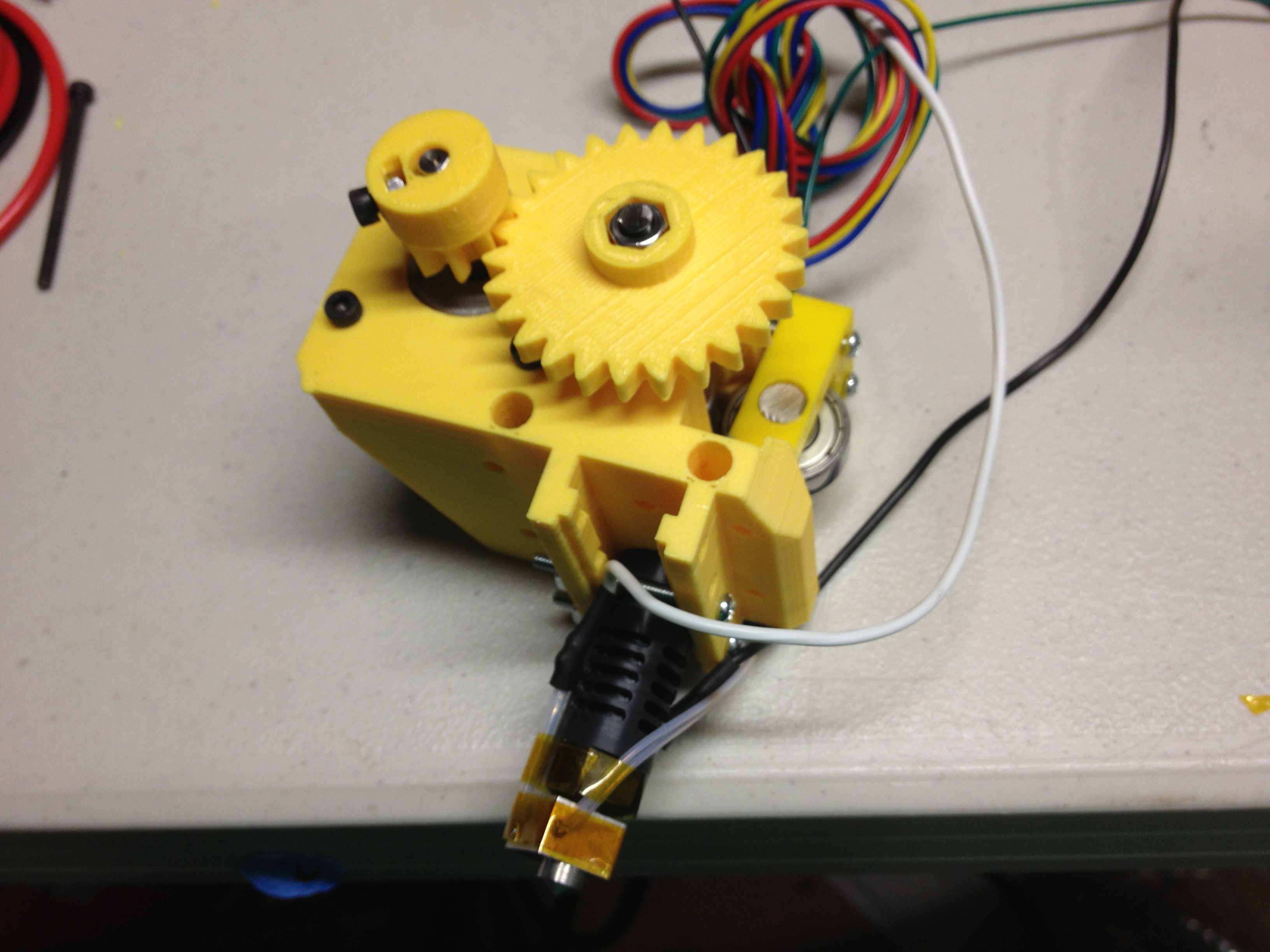
Bộ đùn nhựa và đầu gia nhiệt của Prusa i3 với các bộ phận in màu vàng.
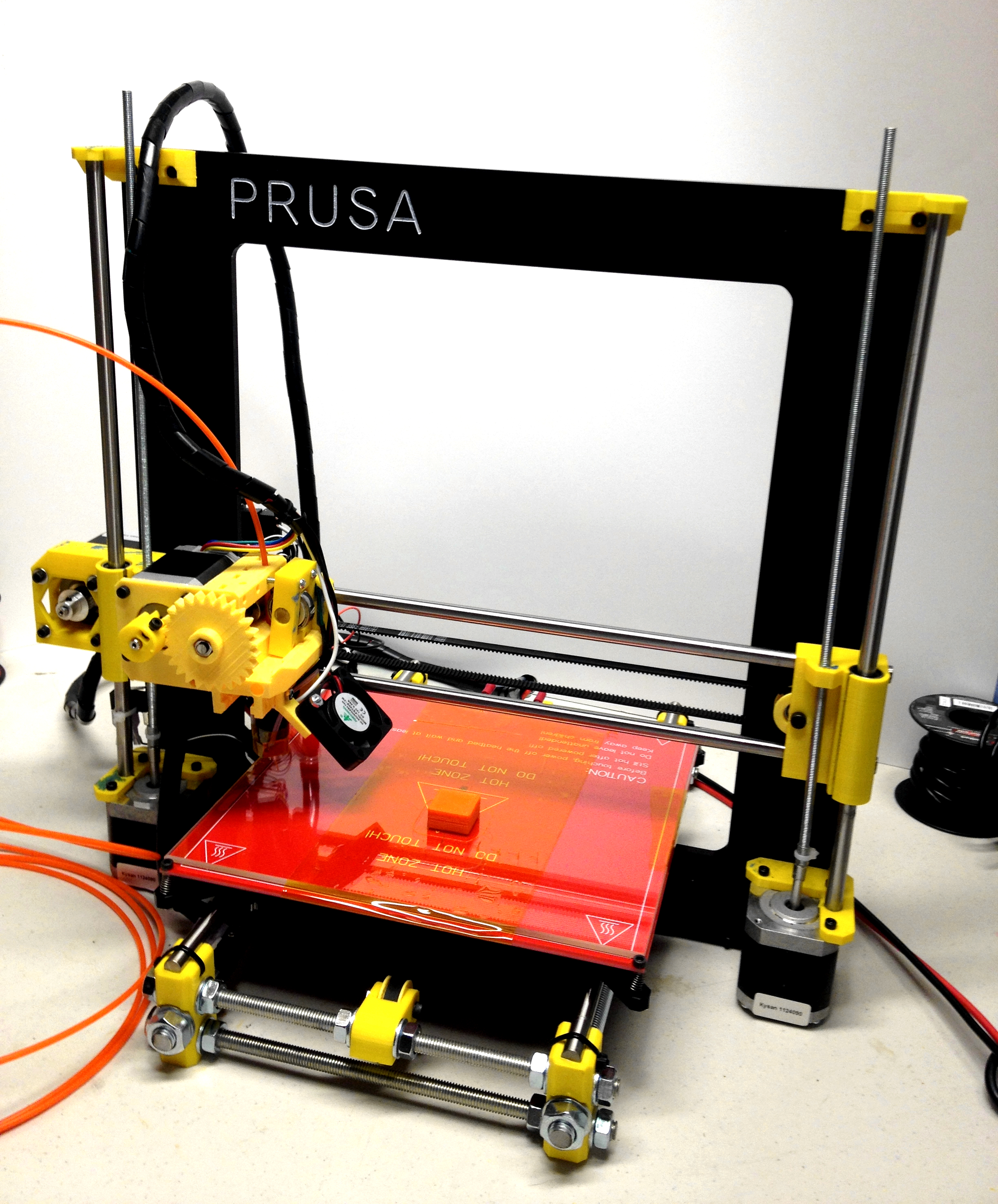
Prusa i3 đã hoàn thành, các chi tiết in màu vàng.

## Phần mềm
Các máy in Prusa thường dùng với phần mềm cắt lát Slic3r 3D. Cura cũng là phần mềm có thể tương thích.

## Các biến thể
Do tính phổ biến của nó, Prusa i3 có nhiều biến thể được sản xuất bởi các công ty và cá nhân khác nhau trên khắp thế giới với các kiểu khung và bộ đùn khác nhau.

### Khung
Các biến thể chính trong thiết kế của Prusa i3 là sử dụng các khung khác nhau, bao gồm một khung dạng tấm đơn cắt từ thép, acrylic (cắt laser hoặc cắt CNC), tấm xơ ép mật độ trung bình và Lego.

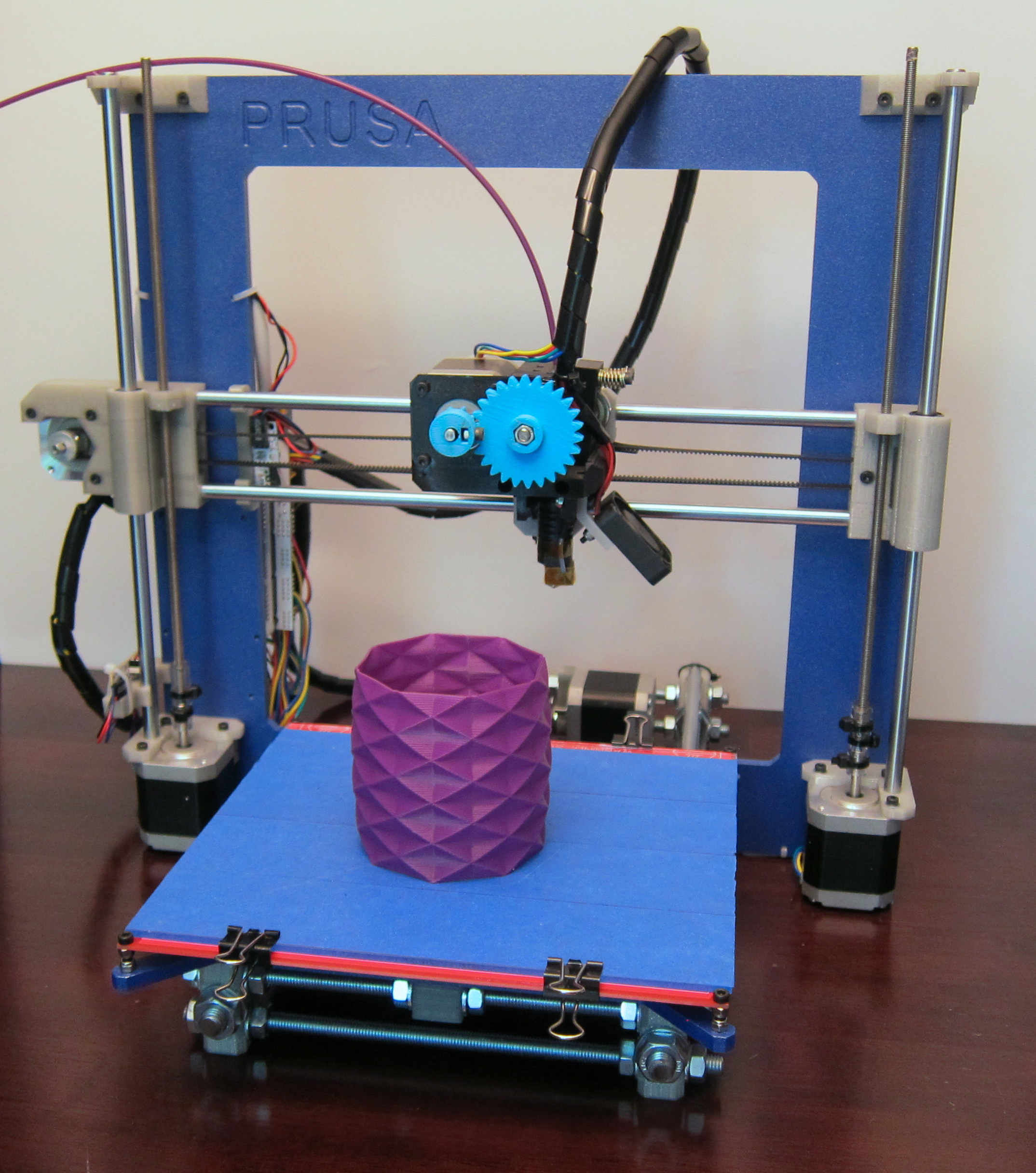
Prusa i3 với khung kim loại tiêu chuẩn.
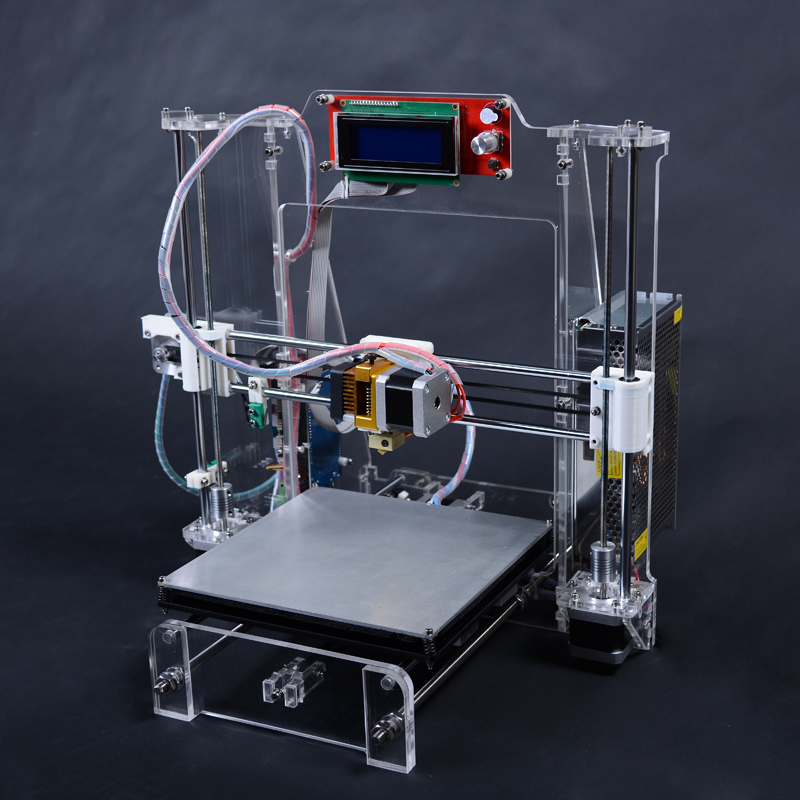
Prusa Xi3 với một khung acrylic.
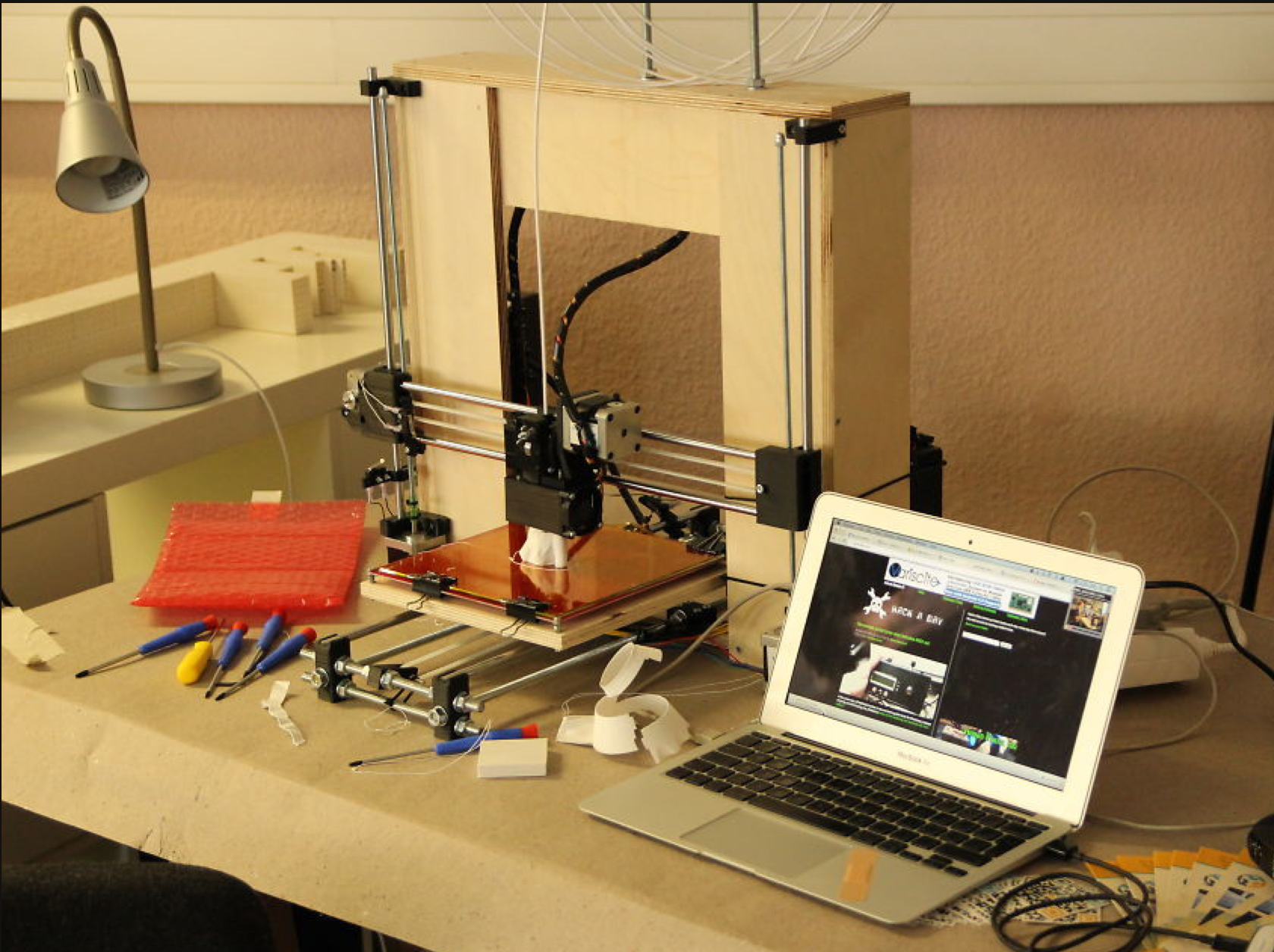
Prusa i3 với khung hộp gỗ dán.
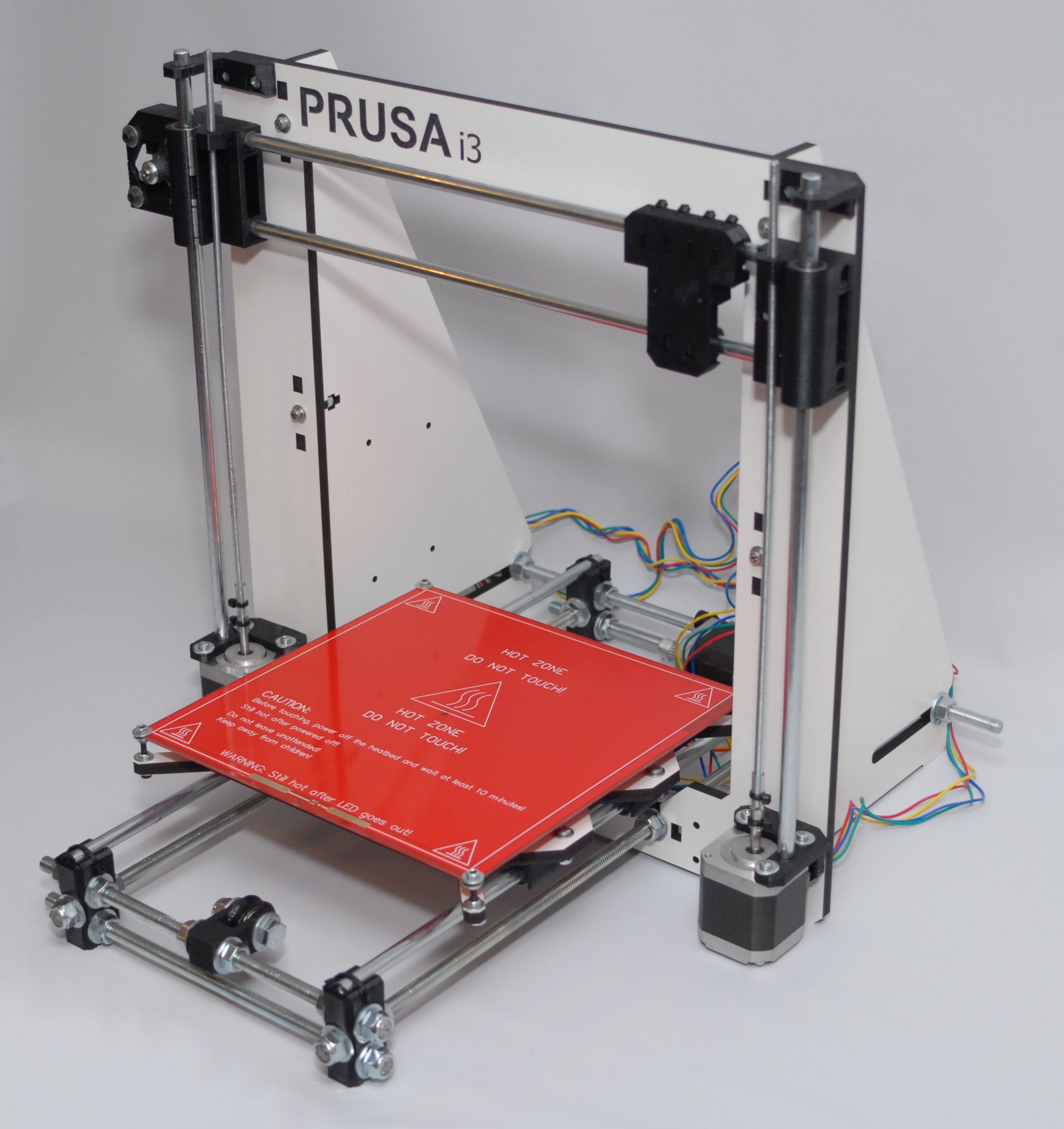
Prusa i3 với khung bảng nhựa melamine.

### Các bộ đùn

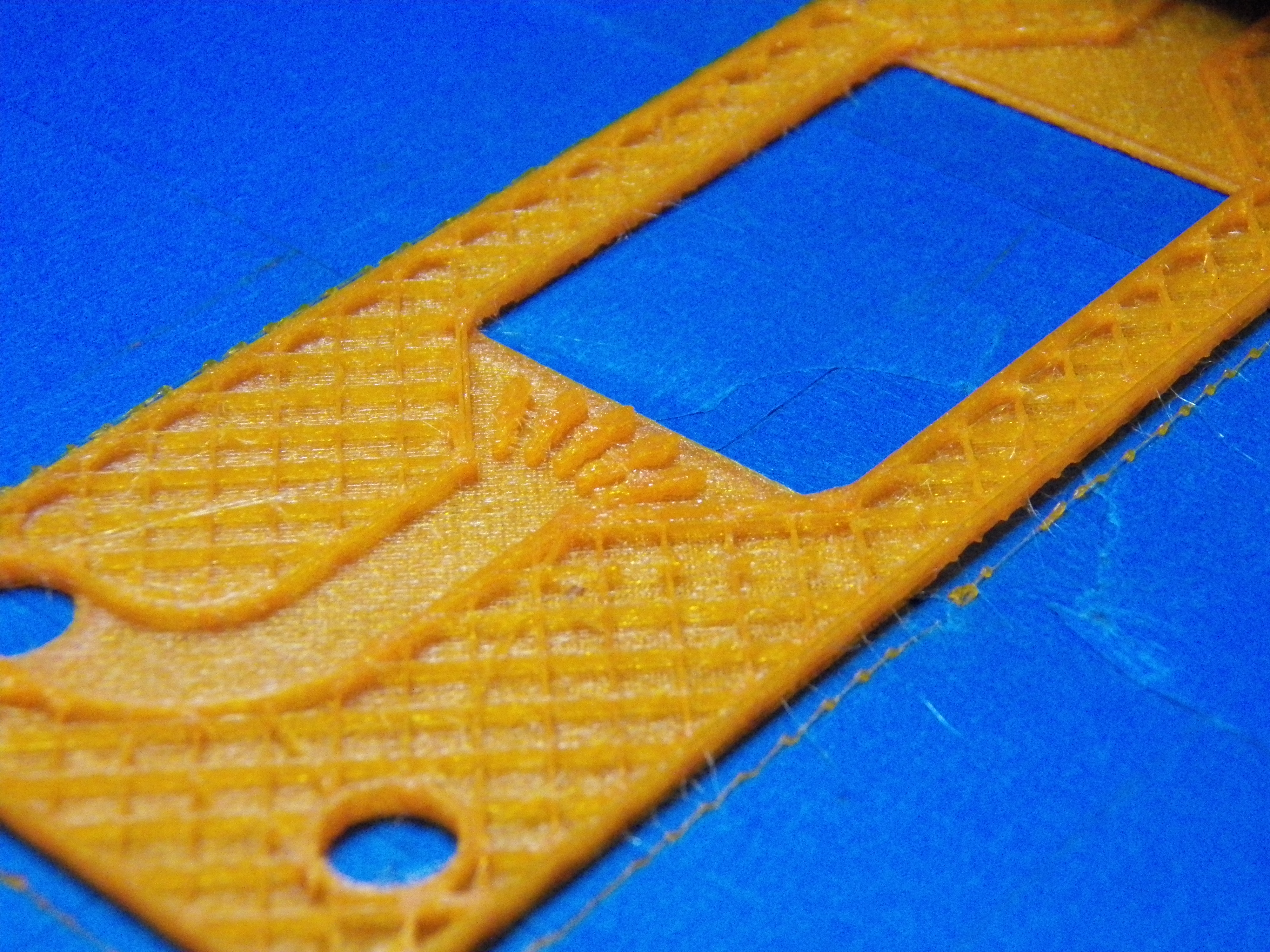
Một đối tượng một màu được in một phần hiển thị thông tin được tạo ra để giảm lượng nhựa được sử dụng.
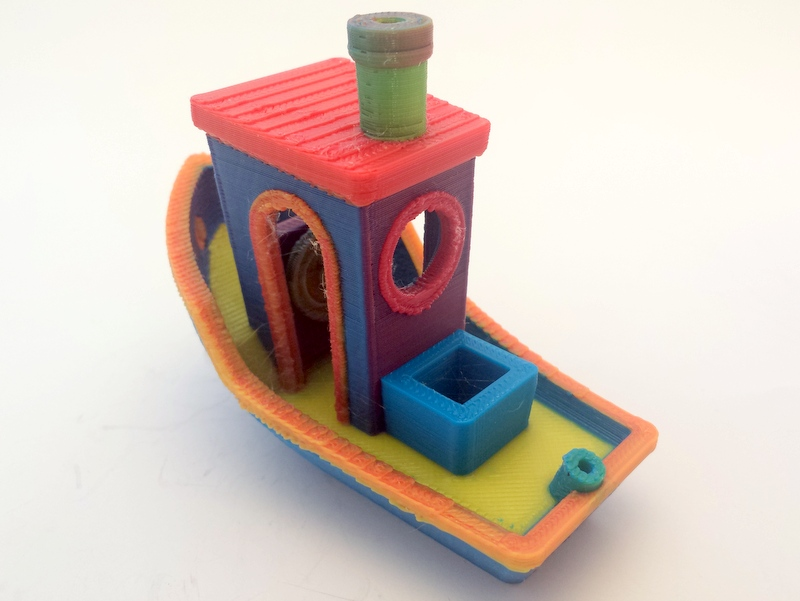
3DBenchy được tạo ra bằng Prusa i3 bằng cách sử dụng một đầu gia nhiệt trộn màu.

Có một loạt các bộ đùn khác nhau được sử dụng trên các biến thể của Prusa i3 bao gồm bộ đùn sợi 1.75 mm và 3 mm và các đầu công cụ khác bao gồm máy hàn MIG và máy cắt laser.

### Website
- Prusa i3 MK2 page on Reprap.org
- Prusa i3 page on Reprap.org
- Prusa Research

### Các tệp nguồn mở
- Prusa i3 MK2, Prusa Research repo on Github
- Prusa i3, Prusa Research repo on Github
- Prusa Mendel iteration 2, Josef Prusa repo on Github

### Video
- Josef Prusa YouTube channel
- Review of the Prusa i3 MK2 by Thomas Sanladerer on YouTube
- Josef Prusa interview about the Prusa i3 Mk2 multiextrusion upgrade kit
- Open-Source, New Factory and the End Goal: A Chat with Josef Prusa of Prusa Research, All3DP